# Winfried Pietrek
Winfried Pietrek (* 1932 in Breslau) ist ein im Bistum Osnabrück inkardinierter römisch-katholischer Priester und Publizist.

## Leben
Nach der Vertreibung aus Schlesien flüchtete Pietreks Familie nach Hamburg, wo er zur Schule ging. Winfried Pietrek studierte katholische Theologie in Frankfurt am Main (Philosophisch-Theologische Hochschule Sankt Georgen) und Osnabrück. Nach seiner Priesterweihe in Osnabrück am 20. Dezember 1958 war er Kaplan in Osnabrück (Hl. Geist) und Eutin, Pfarrer in Oldersum, einige Jahre lang Militärgeistlicher, danach Missionar in Peru und schließlich Gemeindepfarrer an St. Nikolaus in Lippstadt.
Ferner war Pietrek lange Zeit bekannt als der „Bildpost-Pfarrer“, denn er war für die Neue Bildpost, eine katholische Wochenzeitung im Boulevardstil, als theologischer Mitarbeiter tätig.
Überregional bekannt wurde er, als er einen Hungerstreik vor einer Abtreibungsklinik durchführte. Infolge dieser Aktion wurde die christliche Lebensrechtsgruppe Aktion Leben gegründet. Im Jahre 2000 organisierte er mehrere Demonstrationen gegen das Theaterstück Corpus Christi von Terrence McNally u. a. in Freiburg und Heilbronn. Dort trat er als Redner gegen das Theaterstück auf.
Daneben arbeitete er ehrenamtlich für die nationalkonservative Kleinpartei Christliche Mitte. Inzwischen ist Pietrek im Ruhestand. Er schrieb außerdem im Deutschland-Magazin eine Kolumne, weil er sich dem Vorsitzenden der Deutschen Konservativen, Joachim Siegerist, verbunden fühlte. Ferner publiziert er jeden Monat für die christlich-fundamentalistische Parteizeitung Kurier der Christlichen Mitte. Dort schreibt Pietrek insbesondere in jeder Ausgabe mehrere Gedichte.

## Veröffentlichungen
- Als der Bambusvorhang fiel. Augenzeuge in Vietnam. Derscheider-Verlag, Much 1975.
- Mein Vater, der Herodes heißt. Der Kampf um das Leben der Ungeborenen. Derscheider Verlag, Much 1975.
- Libanon. Ein Volk kämpft um sein Leben. Derscheider-Verlag, Much 1979, ISBN 3-921826-00-7.
- Vom Saulus zum Paulus. Ein Tatsachenbericht. Gemeinnützige Vereinigung, Lippstadt 2006, (o. ISBN).
- Der Mann, der die Welt verwandelt. WPR Wirtschafts- und Verbands-PR GmbH, Hamburg 2021, ISBN 978-3-910087-11-8.
- Wunder heute. Gott ist da. Hrsg. von Joachim Siegerist WPR Wirtschafts- und Verbands-PR GmbH, Hamburg 2018, ISBN 978-3-910087-16-3.
- mit Maria Anja Henkel: Ein Funken Lebensfreude. Hrsg. von Joachim Siegerist. WPR Wirtschafts- und Verbands-PR GmbH, Hamburg 2019, ISBN 978-3-910087-19-4.
- mit Maria Anja Henkel: Große Europäer. Hrsg. von Joachim Siegerist. WPR Wirtschafts- und Verbands-PR GmbH, Hamburg 2021, ISBN 978-3-910087-24-8.
- mit Maria Anja Henkel: Mut zum Vaterland. An der Hand GOTTES, hrsg. von Joachim Siegerist. WPR Wirtschafts- und Verbands-PR GmbH, Hamburg 2022, ISBN 978-3-910087-27-9.
- mit Maria Anja Henkel: Atemholen der Seele. Eine Sonderausgabe des Deutschland-Magazins. SZ-Druck & Verlagsservice GmbH, Troisdorf 2023, ISBN 978-3-98987-000-0.
- mit Maria Anja Henkel: Unterwegs mit Christus. Eine Sonderausgabe des Deutschland-Magazins. SZ-Druck & Verlagsservice GmbH, Troisdorf 2025, ISBN 978-3-98987-004-8.